# Ratovanje sustavskim alatima
Rat sustavskim alatima (eng. wheel war) je pojam u računalstvu. 
Engleski izraz wheel u računalstvu odnosi se na korisnički račun s wheel bit-om, sustavskom postavkom koja omogućuje dodatna posebna sustavska ovlaštenja koja korisniku daju moć izvršiti ograničene naredbe kojima obični korisnički računi ne mogu pristupiti. Izraz je izveden iz fraze u engleskom slengu big wheel, koja se odnosi na osobu s velikom moći ili utjecajem. Prvi je put uporabljena u ovom surječju glede operacijskog sustava TENEX-a, poslije distribuiranog pod imenom TOPS-20 1960-ih i prvog dijela 1970-ih.
Izraz su usvojili korisnici Unixa 1980-ih, zbog prelaska razvijatelja i korisnika TENEX-a/TOPS-20 na Unix. Suvremene primjene Unixa općenito sadrže sigurnosni protokol koji zahtijeva da korisnik mora biti članom skupine korisničkih ovlaštenja s wheel-om radi stjecanja nadkorisničkog pristupa stroju rabeći naredbu su.

## Skupina wheel
Suvremeni Unixovi sustavi služe se korisničkim skupinama radi kontroliranja ovlaštenja pristupa. Skupina wheel je posebna korisnička skupina kojom se služe na nekim Unixovim sustavima radi kontroliranja pristupa naredbi su, koja omogućuje korisniku zakrabuljiti se i prikazati se kao drugi korisnik (obično kao nadkorisnik).

## Ratovanje wheelom
Izraz koji je nastao od riječi "wheel" ratovanje wheelom (eng. wheel war) bio je korišten u kulturi sveučilišta Stanforda. Odnosio se na ometanje sustava kojoj je uzrokom bilo što su studenti dobili wheel-ovski pristup radi zaključavanja drugih studenata u pristupu ili radi brisanja njihovih datoteka. Kolateralna šteta koja je nastala bila je pogođenost rada ostalih korisnika sustava koji nisu bili uključeni.